# Hokkaido Nippon-Ham Fighters
Hokkaido Nippon-Ham Fighters (北海道日本ハムファイターズ Hokkaidō Nippon-Hamu Faitāzu)  là một câu lạc bộ bóng chày chuyên nghiệp Nhật Bản có trụ sở tại Kitahiroshima, Hokkaidō, thuộc khu vực đô thị Sapporo . Họ thi đấu tại chi giải Pacific League của Giải bóng chày chuyên nghiệp Nhật Bản (NPB), với sân nhà là ES CON Field Hokkaido. Đội Fighters cũng tổ chức một số trận du đấu trong mùa giải tại các thành phố trên khắp Hokkaidō, bao gồm Hakodate, Asahikawa, Kushiro và Obihiro. Sở hữu của CLB thuộc Nippon Ham, một công ty chế biến thực phẩm lớn của Nhật Bản.
Được thành lập vào năm 1946, CLB Fighters ban đầu hoạt động tại Tokyo trong 58 năm, với tư cách là đồng sở hữu sân Tokyo Dome và Sân vận động Korakuen cùng với Yomiuri Giants của Central League trước khi chuyển tới Hokkaidō vào năm 2004. CLB từ đó đặt sân nhà tại sân Sapporo Dome cho tới năm 2023 thì chuyển tới ES CON Field Hokkaido.
Đội bóng này đã giành được ba danh hiệu vô địch Nippon Series vào các năm 1962, 2006 và gần đây nhất là năm 2016.

## Đội bóng hạng dưới
Đội hạng dưới của CLB Fighters, chơi ở giải Eastern League, được thành lập vào năm 1948.